# 賓喬斯區
13°14′31″S 74°21′15″W / 13.2420°S 74.3543°W
賓喬斯區（西班牙語：Distrito de Vinchos），是秘魯的一個區，位於該國中南部阿亞庫喬大區的瓦曼加省，始建於1857年1月2日，面積955.1平方公里，海拔高度3,150米，2005年人口16,312，人口密度每平方公里17人。